# Și caii se împușcă, nu-i așa? (film)
Și caii se împușcă, nu-i așa? (titlul original: în engleză They Shoot Horses, Don't They?) este un film dramatic american, realizat în 1969 de regizorul Sydney Pollack, după romanul omonim din 1935 al scriitorului Horace McCoy. Protagoniști sunt actorii Jane Fonda, Michael Sarrazin, Susannah York și Gig Young. Acțiunea filmului se petrece în perioada marii crize economice din Statelor Unite, focalizând câteva grupuri de oameni cu caractere diferite care încearcă disperați să câștige un maraton de dans undeva în California, îndemnați de un maestru de ceremonii să nu renunțe la o victorie răsplătită cu un premiu substanțial în bani. 

## Conținut
Tânărul Robert este un regizor nerealizat, care în copilărie a fost martor cum unui cal rănit, care nu se mai putea salva, i s-a dat lovitura de grație prin împușcare. În 1932, pe timpul crizei economice, Robert caută o sală jerpelită de dans în care sute de oameni, printre care și figuranta de film Gloria Beatty, se înscriu la un maraton de dans al cărui premiu de 1500 dolari, se va acorda perechii câștigătoare. Deoarece partenerul de dans al Gloriei, s-a îmbolnăvit cu puțin timp înainte de începerea concursului, perechea a fost eliminată. Gloria îl solicită pe Robert să danseze cu ea. 
Pentru mulți participanți, motivația este masa gratuită și îngrijirile medicale pe timpul concursului. Unii dintre ei nu renunță în ciuda epuizării fizice, printre care actrița lipsită de succes Alice, copia lui Jean Harlow, care spera că în acest fel poate va fi remarcată de un impresar sau regizor. La fel și tânăra Ruby, care împreună cu soțul ei iau parte la concurs cu toate că este gravidă în ultima perioadă a sarcinii. Maratonul de dans este moderat de cinicul maestru de show Rocky, care prezintă publicului acest concurs, ca pe un spectacol. Într-adevăr, el ajută activ participanții, care din cauza presiunilor psihice și fizice nu mai rezistă, dar șicanează pe de altă parte alți participanți, șterpelind de exemplu rochia de rezervă și cosmeticalele lui Alice. Din experiență știe că publicul este extaziat de suferințele fizice ale perechilor de dans. Astfel maratonul este îngreunat de o cursă de alergare în cerc timp de zece minute, care duce la eliminarea a trei perechi aflate pe ultimele locuri. 
Gloria și Robert se cunosc mai bine în decursul sutelor de ore petrecute pe ringul de dans, totuși se ajunge la o discordie între ei când frumoasa Alice într-o pauză flirtează cu Robert, în urma căreia Gloria se răzbună făcând dragoste cu Rocky. Amândoi găsesc provizoriu un alt partener de dans, noua pereche a Gloriei fiind marinarul mai vârstnic. În timpul unei noi curse de zece minute, acesta moare în urma unui colaps. Gloria refuză să creadă și continuă să îl care în cârcă până la linia de sosire, pentru a nu fi eliminată din concurs. Robert și Gloria devin din nou o pereche de dans iar Rocky îi propune Gloriei în biroul său, să se mărite pe parchetul de dans cu Robert, câștigătorul celeilalte jumătăți din premiu, pentru că va mai primi din partea sponsorului de concurs, câteva cadouri de nuntă. Când Gloria indignată refuză aceasta, Rocky îi aduce la cunoștință faptul că din premiul câștigătorilor concursului se vor reține toate cheltuielile de îngrijire medicală, spălătorie, telefoanele, deci aproape toate costurile în legătură cu concursul, iar ce rămâne concurentului este mai nimic.
Ajunsă la capătul puterilor fizic și moral, lui Gloria îi este răpită și ultima speranță. Vrea să se sinucidă cu propriul pistol dar nu poate singură. De aceea îl roagă pe Robert să o împuște, acesta o face fără nici o ripostă.

## Distribuție
- Jane Fonda – Gloria Beatty
- Michael Sarrazin – Robert Syverton
- Susannah York – Alice LeBlanc
- Gig Young – Rocky
- Red Buttons – Harry Kline
- Bonnie Bedelia – Ruby
- Michael Conrad – Rollo
- Bruce Dern – James
- Al Lewis – Turkey
- Robert Fields – Joel Girard
- Severn Darden – Cecil
- Allyn Ann McLerie – Shirl
- Madge Kennedy – Mrs. Laydon
- Jacquelyn Hyde – Jackie
- Felice Orlandi – Mario
- Arthur Metrano – Max

## Melodii din film
Coloana sonoră a filmului include numeroase melodii tradiționale din muzica pop americană a timpului respectiv. Incluse sunt urmatoarele:
- "Easy Come, Easy Go" de Johnny Green și Edward Heyman
- "Sweet Sue, Just You" de Victor Young și Will J. Harris
- "Paradise" (1931) de Nacio Herb Brown și Gordon Clifford
- "Coquette" de Johnny Green, Carmen Lombardo, și Gus Kahn
- "The Japanese Sandman" de Richard A. Whiting și Ray Egan
- "By the Beautiful Sea" de Harry Carroll și Harold R. Atteridge
- "Between the Devil and the Deep Blue Sea" de Harold Arlen și Ted Koehler
- "The Best Things in Life Are Free (1927)" de Buddy DeSylva, Lew Brown, și Ray Henderson
- "Body and Soul" (1930) de Johnny Green, Edward Heyman, Robert Sour, și Frank Eyton
- "I Cover the Waterfront" de Johnny Green și Edward Heyman
- "Brother, Can You Spare a Dime?" de Jay Gorney și E. Y. Harburg
- "I Found a Million Dollar Baby (in a Five and Ten Cent Store)" de Harry Warren, Billy Rose, și Mort Dixon
- "Out of Nowhere" de Johnny Green și Edward Heyman
- "California, Here I Come" de Buddy DeSylva, Joseph Meyer, și Al Jolson

## Premii și nominalizări
Filmul a câștigat un premiu la cel de-al 42-lea Festival Oscar și a fost nominalizat la alte opt categorii.

Filmul a bătut recordul la obținerea celor mai multe nominalizări Oscar (opt) fără să obțină premiul la categoria cel mai bun film.
Oscar
- Premiul Oscar pentru cel mai bun regizor (nominalizare)
- Premiul Oscar pentru cea mai bună actriță (Jane Fonda, nominalizare)
- Premiul Oscar pentru cel mai bun actor în rol secundar (Gig Young, câștigător)
- Premiul Oscar pentru cea mai bună actriță în rol secundar (Susannah York, nominalizare)
- Premiul Oscar pentru cele mai bune decoruri (Harry Horner, Frank R. McKelvy, nominalizare)
- Premiul Oscar pentru cele mai bune costume (Donfeld, nominalizare)
- Premiul Oscar pentru cel mai bun montaj (nominalizare)
- Premiul Oscar pentru cea mai bună coloană sonoră (nominalizare)
- Premiul Oscar pentru cel mai bun scenariu adaptat (nominalizare)

Globul de Aur
- Premiul Globul de Aur pentru cel mai bun film dramatic (nominalizare)
- Premiul Globul de Aur pentru cel mai bun regizor (nominalizare)
- Premiul Globul de Aur pentru cea mai bună actriță (dramă) (Fonda, nominalizare)
- Premiul Globul de Aur pentru cea mai bună actriță în rol secundar (Susannah York, nominalizare)
- Premiul Globul de Aur pentru cel mai bun actor în rol secundar (film) (Young, câștigător; Red Buttons, nominalizare)

BAFTA
- Premiul BAFTA pentru cea mai bună actriță (Fonda, nominalizare)
- Premiul BAFTA pentru cea mai bună actriță într-un rol secundar (York, câștigător)
- Premiul BAFTA pentru cel mai bun actor într-un rol secundar (Young, nominalizare)
- BAFTA Award for Best Adapted Screenplay (nominalizare)
- BAFTA Award for Best Newcomer (Sarrazin, nominalizare)

Alte premii
- Premiul criticilor de film din New York pentru cea mai bună actriță (Fonda, câștigător)
- Directors Guild of America Award for Outstanding Directorial Achievement in Motion Pictures (nominalizare)
- Writers Guild of America Award for Best Drama Adapted from Another Medium (nominalizare)
- National Board of Review Award for Best Film (câștigător)
- Grand Prix of the Belgian Film Critics Association (câștigător)